# 馬丁·瓦薩洛·阿圭略
馬丁·瓦薩洛·阿圭略（Martín Vassallo Argüello，1980年2月10日—）是一位退役阿根廷男子職業網球運動員，1999年轉為職業選手，生涯最高排名為47位。
他在1999年轉為職業球員。在他的職業生涯中，他曾代表阿根廷和義大利。
在2006年法國網球公開賽，首次在他的職業生涯達到了第四輪的大滿貫賽事。他進入了世界杯預選賽和作為保羅戈爾茨坦擊敗了美國在第一輪（6-2，6-0，6-3），第21號種子法國的格羅斯讓在第二輪（1-6，6 -4，4-6，7-5，6-2）和斯魯特荷蘭在第三輪（2-6，6-4，6-3，3-6，6-1）。下一輪，他輸給了大衛·納爾班迪安。
2007年底，在奧蘭治Prokom公開賽在Sopot，波蘭，阿圭略被捲入醜聞後，博彩對陣世界排名第四的達維登科。本場比賽達維登科看到退休的分數在 2-6，6-3，2-1。賭徒投注的比賽中顯示模式和不規則的投注總額為340萬英鎊支付了它，10倍的資源用於匹配這一級。最後，必發投注作廢的所有比賽。阿圭略和達維登科也都沒有被正式指控犯有任何罪行。
2009年，瓦薩洛阿圭略使他首次戴維斯杯阿根廷5-0擊敗了荷蘭對在布宜諾斯艾利斯打雙打盧卡斯阿諾德澤克和單打。

## 單打戰績表
| 賽事               | 2002 | 2003 | 2004 | 2005 | 2006 | 2007 | 2008 | 2009 | 生涯奪冠次數 |
| ------------------ | ---- | ---- | ---- | ---- | ---- | ---- | ---- | ---- | ------------ |
| 大滿貫系列賽       |      |      |      |      |      |      |      |      |              |
| 澳大利亞網球公開賽 | A    | A    | A    | A    | A    | 1R   | 1R   | A    | 0–2          |
| 法國網球公開賽     | 1R   | A    | A    | A    | 4R   | 2R   | 2R   | 2R   | 6-5          |
| 溫布頓網球錦標賽   | A    | A    | 1R   | A    | A    | 1R   | 2R   | 2R   | 2-4          |
| 美國網球公開賽     | A    | A    | A    | A    | A    | 1R   | 1R   | 1R   | 0–2          |
| 勝-負              | 0-1  | 0-0  | 0-1  | 0-0  | 3-1  | 1-4  | 2-4  | 2-2  | 8-13         |

## 外部連結
- 官方网站
- 馬丁·瓦薩洛·阿圭略（英文/西班牙文）的官方資料
- 馬丁·瓦薩洛·阿圭略的國際網球總會 職業／青少年 官方資料（英文）
- 馬丁·瓦薩洛·阿圭略的官方資料（英文）